# Le Démon des glaces
Le Démon des glaces - sous-titré Une aventure de Jérôme Plumier - est une bande dessinée de Jacques Tardi.

## Synopsis
Nous sommes en novembre 1889. Le dessin rappelle Gustave Doré et l'ambiance Jules Verne, le titre même étant inspiré du roman Le Sphinx des glaces. Les dessins ressemblent à la première édition des romans de ce dernier aux éditions Pierre-Jules Hetzel. Nous sommes donc en pleine ambiance steampunk ce qui rappelle Adieu Brindavoine et annonce Adèle Blanc-Sec.
Un jeune étudiant français, Jérôme Plumier, est passager de l'Anjou, qui va de Mourmansk au Havre. Il croise un navire, l'Iceland Loafer, pris au sommet d'un énorme iceberg. Un canot va l'explorer. À bord, le capitaine gelé de l'épave pointe un endroit bien précis sur la carte. L'Anjou explose soudain et les survivants seront recueillis par un navire hollandais. 
Jérôme Plumier, de retour à Paris, pour y retrouver son oncle Chapoutier, y apprend son décès. En fouillant la maison de son oncle, il va y faire de stupéfiantes découvertes dont une étrange machine. De retour chez lui, il apprend qu'un autre navire a coulé dans le même endroit que l'Anjou, ce qui porte à 8 le nombre de bateaux qui ont disparu dans cette zone. 
Plumier décide de découvrir ce qui se passe là-bas et part pour embarquer à bord du Jules Verne à Brest. Ce bateau accueille des scientifiques qui vont tenter de comprendre la cause de ce qui fait sombrer ces navires.
Dans le train, un coup de feu retentit d'un compartiment voisin. C'est une vieille femme énergique qui vient de tuer un passager. Plumier n'intervient pas plus.
Reparti en mer, Plumier finit par retrouver son oncle et son complice Gelati dans leur repère. Autrefois savants animés de bonne intention et luttant contre la femme du train, Simone Pouffiot, qui était du côté du mal. Les trois ont changé de camp et Simone tente donc d'anéantir Chapoutier et Gelati.
Plumier abandonne brusquement sa candeur et se rallie à son oncle.
Simone arrive avec un navire armé et parvient à détruire leur repère.
Plumier, Chapoutier et Gelati, étant parvenus à s'enfuir, trouvent refuge chez un ami chinois avec qui, authentiques savants fous, ils prévoient de créer des microbes terrifiants. L'auteur termine son histoire en précisant, pour rassurer le lecteur, que de tels méchants n'existent pas.
Jacques Tardi a apporté une conclusion à cette histoire dans l'album Momies en folie, dans la série Les Aventures extraordinaires d'Adèle Blanc-Sec, où il fait réapparaître les personnages principaux du Démon des glaces.

### Documentation
- Paul Gravett (dir.), « De 1970 à 1989 : Le Démon des glaces », dans Les 1001 BD qu'il faut avoir lues dans sa vie, Flammarion, 2012 (ISBN 2081277735), p. 357.